# Vaylats
Vaylats település Franciaországban, Lot megyében. Lakosainak száma 327 fő (2022. január 1.). Vaylats Concots, Loze, Mouillac, Puylaroque, Saint-Projet, Bach, Belmont-Sainte-Foi, Escamps és Lalbenque községekkel határos.

## Népesség
A település népessége az elmúlt években az alábbi módon változott:
| Lakosok száma | 267  | 226  | 196  | 249  | 279  | 312  | 323  | 326  | 328  | 327  |
|               | 1968 | 1982 | 1990 | 2006 | 2013 | 2015 | 2017 | 2019 | 2020 | 2022 |